# 故乡网
Phayul.com，中文譯為「故乡网」或「祖國網」，是由流亡藏人於2001年在印度新德里創辦的門戶網站。它彙集關於西藏的新聞，出版藏族作家所寫的故事、文章和書評，並提供了一個討論西藏的論壇。